# Bộ ba B
"Bộ ba B" (tên tiếng Anh là Three Bs) là cụm từ để chỉ sự viết tắt chữ cái đầu tên họ của 3 nhà soạn nhạc người Đức Johann Sebastian Bach, Ludwig van Beethoven và Johanes Brahms (trước đó là Hector Berlioz). Thuật ngữ này bắt nguồn từ cách diễn đạt do Peter Cornelius đề ra vào năm 1854, trong đó ông cho rằng Hector Berlioz mới là người thứ ba đạt được những đỉnh cao về âm nhạc mà Johann Sebastian Bach và Ludwig van Beethoven đã có. Cuối thế kỷ 19, nhạc trưởng Hans von Bülow đã thay thế Berlioz bằng Johannes Brahms. Cụm từ này thường được sử dụng trong các cuộc thảo luận về âm nhạc cổ điển để chỉ ưu thế được cho là của Bach, Beethoven và Brahms trong lĩnh vực âm nhạc.